# Superwtorek

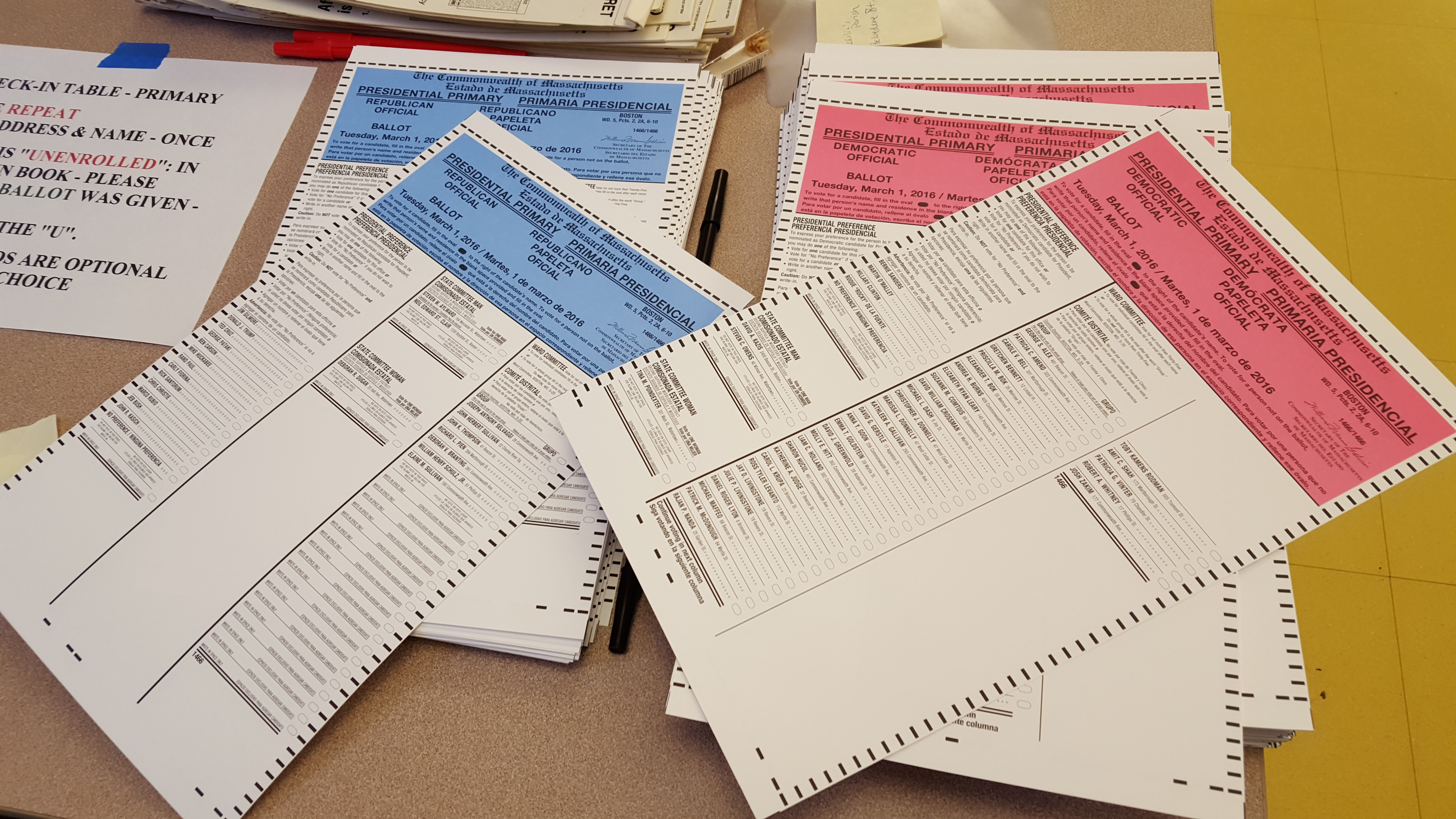
Karty wyborcze w prawyborach w stanie Massachusetts

Superwtorek (ang. Super Tuesday) – w Stanach Zjednoczonych dzień (wtorek), na początku lutego lub marca w roku wyborów prezydenckich, kiedy w największej liczbie stanów odbywają się prawybory (z ang. primaries), na których wybierani są delegaci na konwencje partyjne (na nich dochodzi do oficjalnej nominacji kandydatów danej partii na prezydenta).
Podczas superwtorku, w porównaniu z każdym innym dniem prawyborów, wybierana jest największa liczba delegatów. Jest to ważny dzień dla poszczególnych kandydatów, gdyż na podstawie wyników prawyborów mogą oni ocenić własne szanse na stanie się oficjalnymi kandydatami swojej partii we właściwych wyborach.
W 2008 roku superwtorkiem był 5 lutego. W 24 stanach wybierano tego dnia delegatów – 52% delegatów Partii Demokratycznej oraz 41% delegatów Partii Republikańskiej.